# Focas (escriptor)
Foca o Focas (en llatí Foca, Phocas) va ser un escriptor i gramàtic llatí autor d'una vida de Virgili en versos hexàmetres de la que 119 línies es conserven en dos fragments. L'obra es titulava Vita Virgilii: a Foca Grammatico Urbis Romae Versibus edita, o amb l'afegit complementari Grammatico Urbis Romae perspicacissimo et clarissimo.
No se sap res de la seva vida ni de la seva època però és anterior a Priscià i Cassiodor perquè tots dos el mencionen. A part de l'obra citada va escriure In Aeneidem Virgilii, i dos tractats en prosa, De Aspiratione, i Ars de Nomine et Verbo.